# Хахичев, Владимир Дмитриевич
Влади́мир Дми́триевич Ха́хичев (р. 15 ноября 1939) — российский политический деятель. Депутат Государственной Думы пятого созыва (с 2007), член фракции КПРФ.

## Биография
Родился 15 ноября 1939 года в деревне Осветимка Залегощенского района Орловской области.
В 1975 году окончил Всесоюзный заочный институт инженеров железнодорожного транспорта по специальности инженер-экономист.
В период 1958-1963 г.г. служил разведчиком в составе контингента советских войск в ГДР, в секретном взводе плавающих танков. Капитан вооруженных сил в отставке. После демобилизации работал на заводе «Тек-маш» в г. Орле. 
С 1968 года на протяжении 27 лет работал в комсомольских, советских и партийных органах. Был Первым секретарём Железнодорожного райкома ВЛКСМ, Первым секретарём Орловского горкома комсомола,  избирался делегатом XVII съезда ВЛКСМ. Позже был избран Первым секретарем Железнодорожного райкома, а затем длительное время возглавлял Орловский областной комитет КПСС. .
С 1995 года — генеральный директор Государственного унитарного предприятия «Орловский областной центр "Недвижимость». В 2003—2004 годах — советник генерального директора по строительству ОАО «Орелстроймаш», затем генеральный директор ОАО «Профтехинвентаризация» (проектирование, строительство, техническая инвентаризация недвижимого имущества).
В 2007 году избран депутатом Орловского областного совета. На выборах в областной совет КПРФ набрала 23,78 % голосов, получив 13 мандатов. Это второй результат после партии «Единая Россия», которая получила 39 %, что вместе с кандидатами-одномандатниками дало ей 26 депутатских мест.
В декабре 2007 года избран депутатом Государственной думы пятого созыва по избирательному списку КПРФ в Орловской области. Вошёл во фракцию КПРФ. Член комитета по бюджету и налогам.
В ноябре 2008 года вошёл в состав Центрального комитета КПРФ. Первый секретарь орловского областного комитета отделения КПРФ.
Владимир Дмитриевич Хахичев награждён государственными и ведомственными наградами:
знаком «Отличник народного просвещения» за большой вклад в развитие организаций образования и просвещения ,
знаком «Почетный работник жилищно-коммунального хозяйства России» за значительный вклад в развитие и укрепление системы жилищно-коммунального хозяйства (Приказ Председателя Госстроя России от 2000 г.)https://www.webcitation.org/69BrCrGIK?url=http://www.up.mos.ru/ForumGKH/1forum/prikaz.htm. Дата обращения: 11 января 2014. Архивировано из оригинала 16 июля 2012 года.,
медалью ордена «За заслуги перед Отечеством» II степени - за высокие достижения в производственной деятельности (указ Президента РФ от 16.10.1999 г. № 1385).
По представлению Губернатора Орловской области за многолетнюю плодотворную работу, получившую широкое общественное признание, большой вклад в социально-экономическое развитие Орловской области, постановлением Орловского областного Совета народных депутатов от 28 июня 2012 г. № 09/186-1-ОС Хахичеву Владимиру Дмитриевичу присвоено звание «Почетный гражданин Орловской области».